# قشر (مكون)

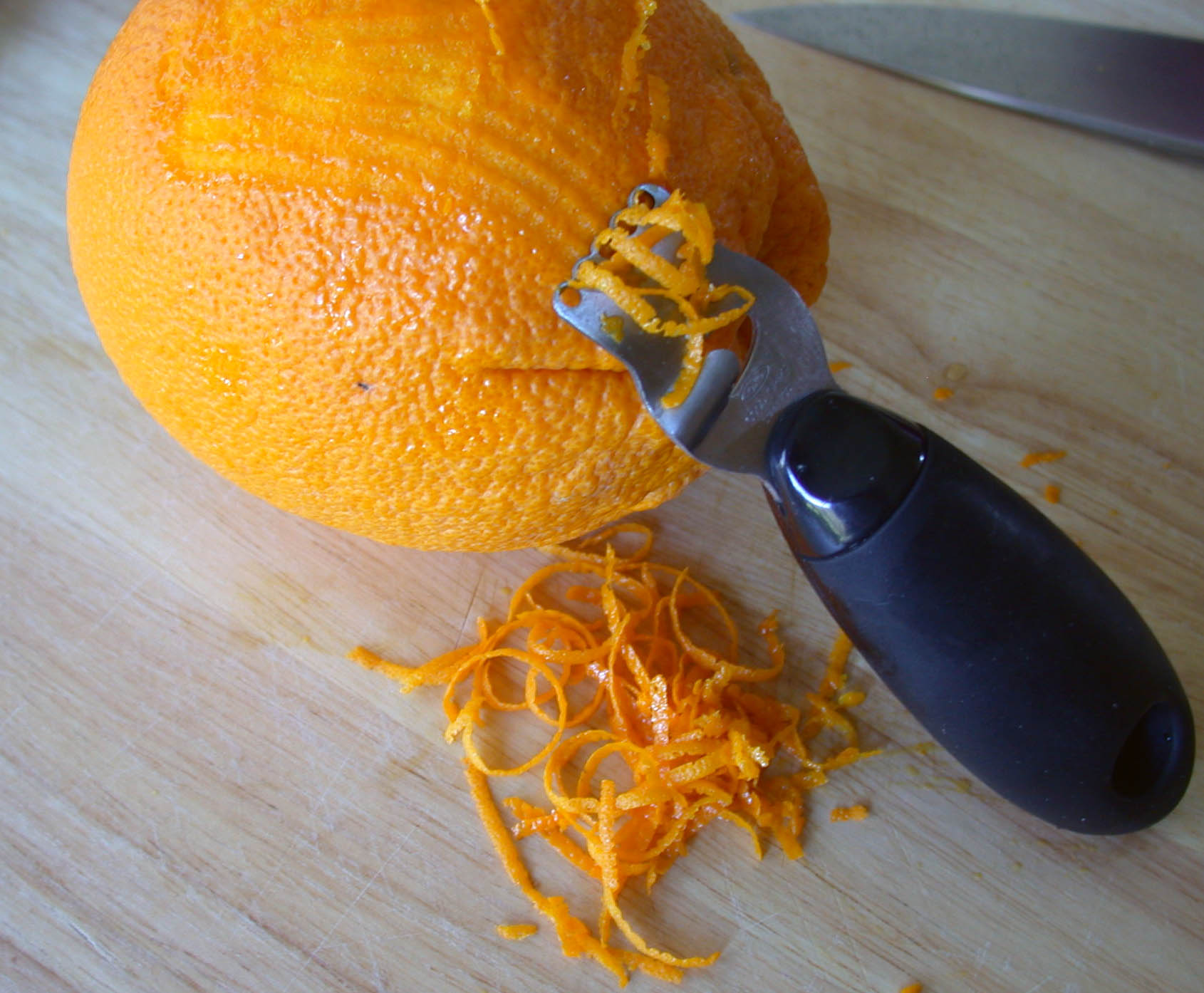
قشر فاكهة البرتقال

القشر هو أحد مكونات الطعام التي يتم تحضيرها عن طريق كشط أو قطع من قشر الحمضيات غير المشمعة مثل الليمون والبرتقال والسترون والليمون الحامض. يتم استخدام القشر لإضافة نكهة إلى العديد من أنواع الطعام المختلفة. من حيث تشريح الفاكهة، يتم الحصول على القشر من القشرة الخارجية للفاكهة والتي تسمى أيضًا القشر. يتكون قشر الحمضيات من الفلافو واللب الأبيض (الألبيدو). تختلف كميات كل من الفلافو واللب بين الحمضيات، ويمكن تعديلها حسب طريقة تحضيرها. يمكن استخدام قشر الحمضيات طازجًا، أو مجففًا، أو مسكرًا، أو مخللًا بالملح.

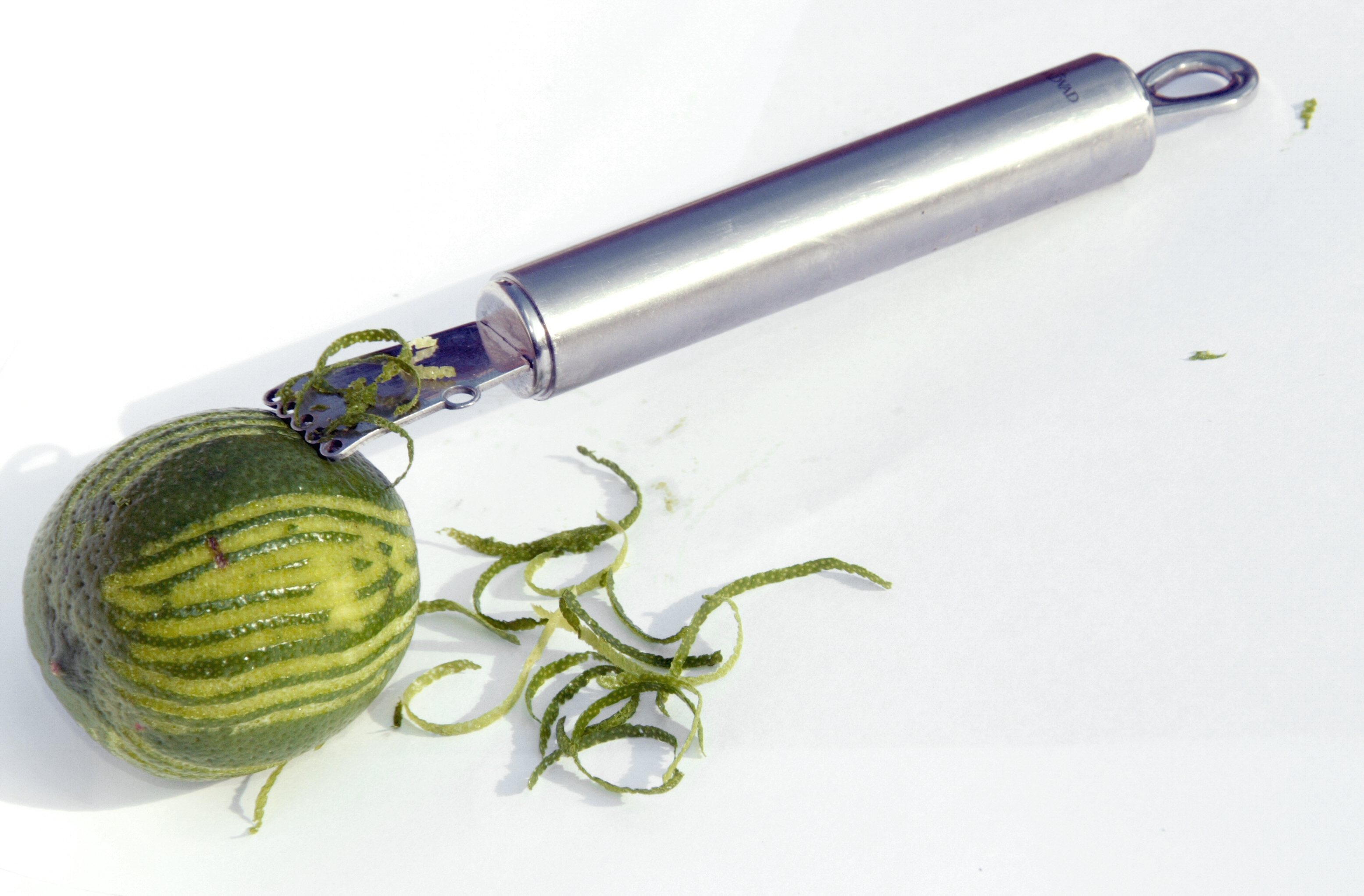
تقشير الليمون ؛ يمكن رؤية القشرة البيضاء تحت القشرة الخضراء

بعد إزالة أي شمع سطحي، يتم استخدام مبشرة أو مقشرة خضراوات أو سكين تقشير أو حتى أداة تقطيع لكشط أو قطع القشر من الفاكهة. بدلاً من ذلك، يتم تقطيع القشر، ثم يتم إزالة اللب الزائد (إن وجد). قد يكون الجزء الأبيض من القشرة تحت القشر (اللب أو الطبقة البيضاء أو الطبقة الوسطى) مريرًا بشكل غير سار، ويتم تجنبه عمومًا عن طريق الحد من عمق التقشير. تحتوي بعض الحمضيات على كمية قليلة جدًا من القشرة البيضاء بحيث يمكن استخدام قشرتها كاملة.

## الاختلاف بين الفاكهة

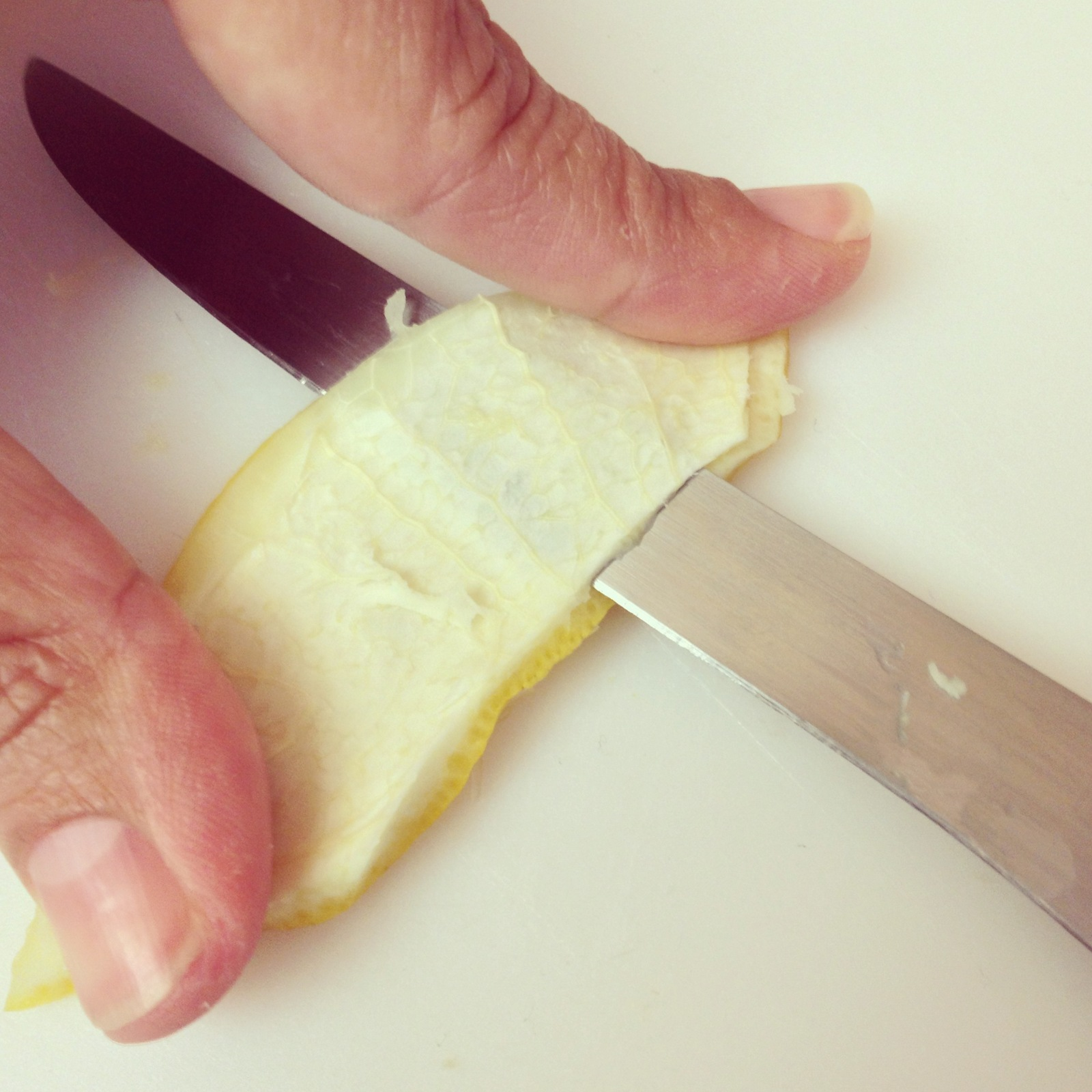
تقطيع قشر الفاكهة من الفلافو لصنع المربى، باستخدام سكين مرن على شكل شرائح.

تختلف القشر والقشرة الداخلية للفاكهة حسب جينات الفاكهة . الفاكهة ذات القشور التي تتكون كلها تقريبًا من الفلافونويد تكون عادةً من نوع اليوسفي، أما أقارب الجريب فروت والسترون فتميل إلى أن يكون لها غلاف داخلي أكثر سمكًا. عادةً ما يكون مذاق قشرة ثمار الجريب فروت، والبرتقال، وما إلى ذلك أكثر مرارة، بينما يكون مذاق قشرة ثمار الليمون ( الليمون المكسيكي والفارسي، والأليموا ، وما إلى ذلك) أكثر اعتدالاً. الليمون هو هجين من الجريب فروت والسترون واليوسفي. كما أن الثمرة الوسطى صالحة للأكل، وتستخدم في صنع الفاكهة السكرية.

## استخدامه
غالبًا ما يتم استخدام قشر البرتقال لإضافة نكهة إلى المعجنات والحلويات المختلفة، مثل الفطائر (على سبيل المثال، فطيرة الليمون والميرينغ )، والكعك، والبسكويت، والحلويات، والحلوى، والشوكولاتة. يضاف قشر البرتقال أيضًا إلى بعض الأطباق (بما في ذلك أوسوبوكو آلا ميلانيزي )، والمربى، والصلصات، والمثلجات، والسلطات.
يعتبر القشر مكونًا أساسيًا في مجموعة متنوعة من التوابل الحلوة والحامضة، بما في ذلك مخلل الليمون، وصلصة الليمون الحامض، والمربى. تتطلب مشروبات الليمون والمشروبات الكحولية نكهة مميزة. يتم استخدام قشر البرتقال في بعض الكوكتيلات ليس فقط للنكهة والرائحة ولكن أيضًا للون والتزيين. لاستخدامها كزينة للكوكتيلات، غالبًا ما يتم تقطيع القشر إلى شكل حلزوني طويل يسمى الملتوي. تشمل الكوكتيلات التي تتميز بنكهة خاصة كلاً من مارتيني و Horse's Neck . للحصول على أقصى قدر من النكهة والرائحة، كما هو الحال في النبيذ الساخن، يتم ببساطة قطع القشر من الفاكهة بسكين.
من الناحية الطبية، يُقال إن قشور الليمون يمكن أن تكون بمثابة مقشر ويمكن استخدامها لعلاج مسامير القدم.